# Kara Mbodji
Serigne Modou Kara Mbodj (født 11. november 1989 i Ndiass, Senegal), er en senegalesisk fodboldspiller (midterforsvarer/ defensiv midtbane).
Kara spiller for RSC Anderlecht i den belgiske liga. Han har spillet for klubben siden 2015. Tidligere har han repræsenteret blandt andet KRC Genk samt norske Tromsø.

## Landshold
Kara står (pr. maj 2018) noteret for 40 kampe for det senegalesiske landshold. Han debuterede for holdet 11. november 2011 i en venskabskamp mod Guinea, og scorede sit første mål 19. november 2014 i et opgør mod Botswana. Han var en del af den senegalesiske trup til VM 2018 i Rusland.